# Jüdische Gemeinde Hamm (Sieg)

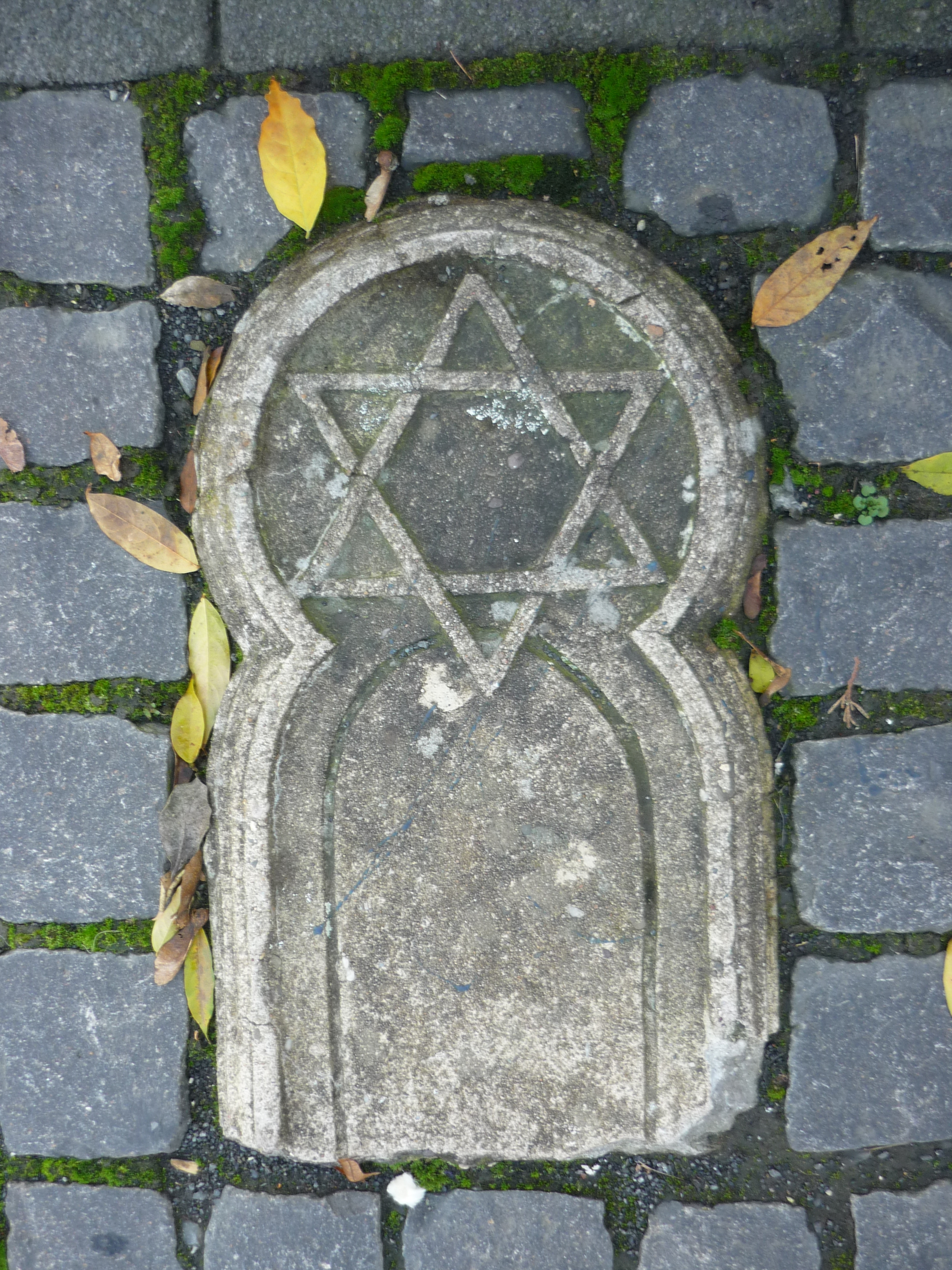
Relikt der ehemaligen Synagoge, jetzt in den Synagogenplatz eingelassen

Die jüdische Gemeinde Hamm im Landkreis Altenkirchen (Westerwald) in Rheinland-Pfalz entstand vermutlich im 17. Jahrhundert durch die Ansiedlung von Schutzjuden durch die Ortsherrschaft. Sie erlebte jedoch durch Ab- und Auswanderung in der zweiten Hälfte des 19. Jahrhunderts einen allmählichen Niedergang. Die jüdische Gemeinde erlosch im Zuge der Deportation deutscher Juden in der Zeit des Nationalsozialismus. Die Erinnerung an sie hält die Ortsgemeinde Hamm mit dem Synagogenplatz und dem KulturHausHamm/Sieg wach.

## Geschichte
In Hamm bestand eine jüdische Gemeinde bis 1938/40. Ihre Entstehung geht in die Zeit des 17./18. Jahrhunderts zurück. Erstmals wird 1663 ein jüdischer Einwohner am Ort genannt, ein Jud Lazarus aus Gladenbach. Nach 1675 ließen sich weitere jüdische Familien nieder. 1789 wurden vier jüdische Familien gezählt, die von den Grafen von Sayn Schutzbriefe (Judenregal) erhalten hatten.
Im 19. Jahrhundert entwickelte sich die Zahl der jüdischen Einwohner wie folgt: Im Jahr 1800 lebten sieben jüdische Familien mit 46 Personen in Hamm, 1846 48 jüdische Einwohner, 1857 51 (in elf Haushaltungen), 1858 58, 1880 98 und 1895 99. Die jüdischen Einwohner lebten bis zur ersten Hälfte des 19. Jahrhunderts insbesondere vom Handel und vom Schlachten, teilweise in sehr armseligen Verhältnissen.
Nach dem Bau der ersten Hammer Synagoge im Jahr 1813 versammelten sich nur an Feiertagen alle Mitglieder im Hamm. Der jüdische Friedhof in Hamm galt jedoch als Gut Ort für alle jüdischen Bürger zwischen Dattesfeld bis Kirchen (Sieg). Die wöchentlichen Gottesdienste wurden auch in Rosbach (Windeck) und in Betzdorf in kleineren Betsräumen abgehalten. Die zweite Hammer Synagoge entstand 1894, nachdem die Synagoge im Deutschen Reich als repräsentative Bauaufgabe zugelassen worden war, im Stil des orientalisierenden Historismus.
Zunächst bildeten die in Hamm lebenden jüdischen Personen gemeinsam mit denen in Altenkirchen eine Gemeinde. Nach der Mitte des 19. Jahrhunderts gab es Bemühungen, gemeinsam mit den in Wissen, Betzdorf und Kirchen lebenden jüdischen Personen eine Gemeinde mit Sitz in Hamm zu bilden.

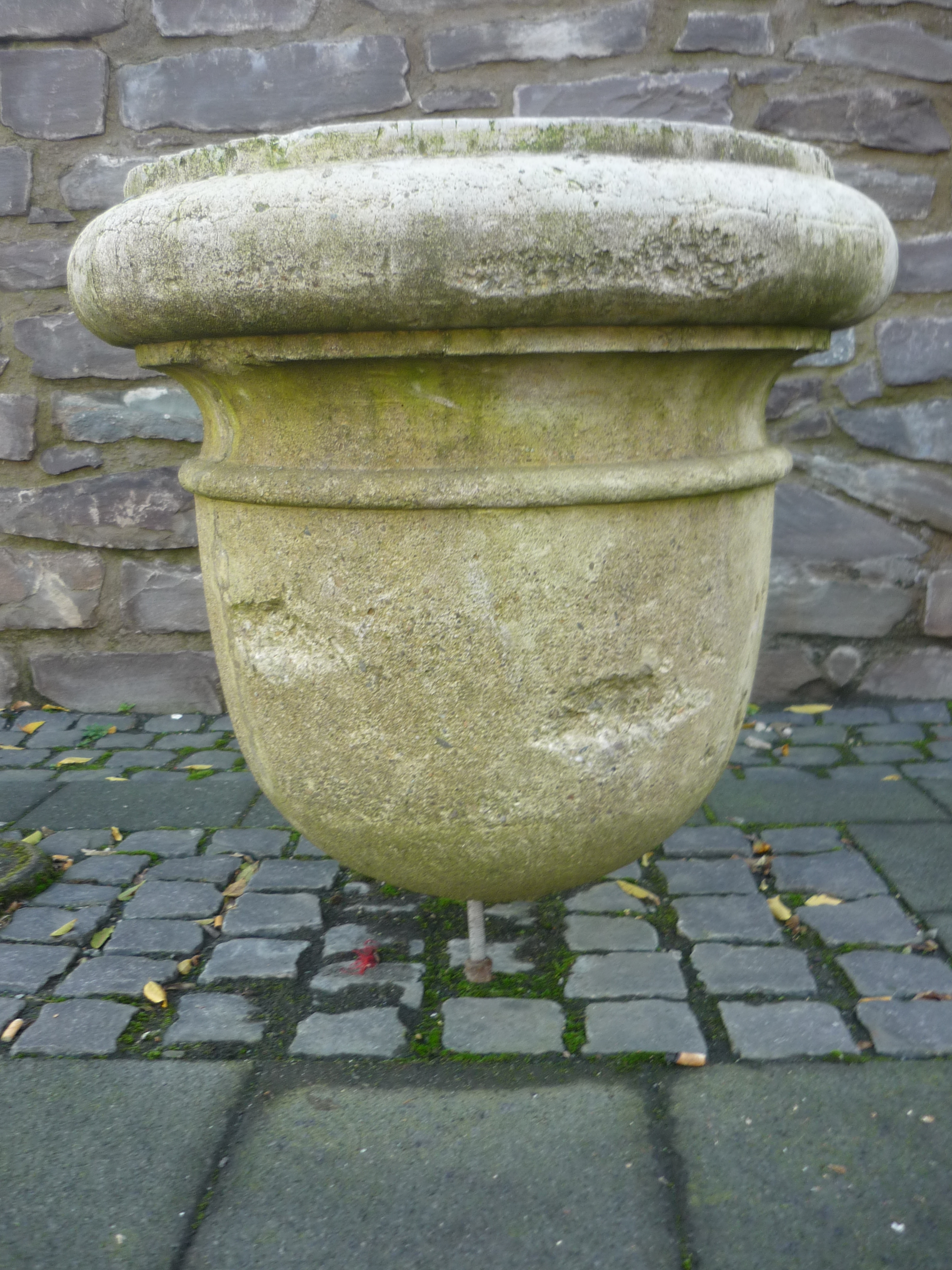
Relikt der ehemaligen Synagoge Hamm/Sieg am heutigen Synagogenplatz

Auf der Grundlage des Preußischen Judenedikts von 1812 versuchte die Bezirksregierung der Rheinprovinz in Koblenz, die kleinen Synagogengemeinden zu größeren Einheiten zusammenzufassen. Es war beabsichtigt eine Zusammenlegung in Form des Amtes Altenkirchen, wogegen sich die Gemeinde im Hamm und Wissen zur Wehr setzten. So kam es zur Schaffung der zwei Synagogengemeinden Hamm und Altenkirchen (Westerwald), die auch Schöneberg und Mehren mit einschloss.
Nach mehreren Anträgen wurde dies von der Regierung in Koblenz 1876 genehmigt. Die jüdische Kultusgemeinde Hamm konstituierte sich 1883 und umfasste damals insgesamt 98 Mitglieder. Sie bestand 1883 aus zehn Gemeindemitgliedern in Wissen (1924 10, 1932 11 jüdische Einwohner), 13 in Betzdorf (1924 35, 1932 43 jüdische Einwohner) und fünf in Kirchen (1924 5 jüdische Einwohner). An Einrichtungen bestanden eine Synagoge, eine jüdische Schule, ein rituelles Bad und ein Friedhof. Zur Besorgung religiöser Aufgaben der Gemeinde war ein Lehrer angestellt, der zugleich als Vorbeter und Schochet tätig war. 1903 wird J.H. Stamm genannt, 1932 Emanuel Springer.
Um 1924, als zur Gemeinde etwa 60 Personen gehörten, gab es an jüdischen Vereinen den Israelitischen Frauenverein (gegründet 1885) und den Israelitischen Männerverein (Chewra Kadischa), beide zur Unterstützung Hilfsbedürftiger.

## Nationalsozialistische Verfolgung
1933 lebten noch etwa 60 jüdische Personen in Hamm. In den folgenden Jahren ist ein Teil der jüdischen Gemeindeglieder auf Grund der Folgen des wirtschaftlichen Boykotts, der zunehmenden Entrechtung und der Repressalien weggezogen beziehungsweise ausgewandert. Der langjährige Gemeindevorsteher Max Hirsch verließ 1937 die Gemeinde. 1935 umfasste die Gemeinde (mit Wissen, Betzdorf und Kirchen) noch insgesamt 70, 1938 58 Mitglieder. Beim Novemberpogrom 1938 wurde von SA-Leuten und Nationalsozialisten die Synagoge zerstört; auch die Wohnhäuser der jüdischen Familien wurden überfallen. Die jüdischen Männer wurden in die Konzentrationslager Buchenwald und Dachau verschleppt. Die letzten jüdischen Geschäfte mussten zum 12. November 1938 schließen.
Von den in Hamm geborenen und/oder längere Zeit am Ort wohnhaften jüdischen Personen sind in der NS-Zeit 31 Personen umgekommen. Die Angaben nach den Listen von Yad Vashem, Jerusalem und des „Gedenkbuches - Opfer der Verfolgung der Juden unter der nationalsozialistischen Gewaltherrschaft in Deutschland 1933-1945“ sind jedoch möglicherweise ungenau, da nur teilweise klar zwischen Hamm (Nordrhein-Westfalen) und Hamm (Sieg) unterschieden wurde.

## Gedenkstätten
Der ehemalige jüdischen Friedhof  in Richtung der Thalhauser Mühle steht seit 1985 unter Denkmalschutz.
Mit dem KulturHausHamm am neu gestalteten Synagogenplatz erinnert die Ortsgemeinde Hamm an die ehemaligen jüdischen Mitbürger. Der renovierte Altbau ist das ehemalige Wohngebäude der jüdischen Familie David, in unmittelbarer Nachbarschaft zur zerstörten Synagoge gelegen, dessen Grundriss vereinfacht durch die abgesetzte Pflasterung dargestellt wird. Bei Grabungen wurden auch die Überreste eines mittelalterlichen jüdischen Bades entdeckt und freigelegt.
Das KulturhausHamm soll die wechselvolle Tradition der Gemeinde dokumentieren; dazu dient ein Ausstellungsraum im ersten Stock des Altbaus. Neu- und Altbau sowie der gläserne Zwischenbereich zum Neubau sind mit einer dreiteiligen Installation des im Hamm geborenen Bildhauers Erwin Wortelkamp versehen,
- dem „Kopfstück“ (an der Giebelwand des David-Hauses) als eine „Erinnerungsform“, die „namenlosen Köpfe an den Westfassaden romanischer Kirchen“ aufgreifend,
- der in roter Schrift gedruckte Satz „Häuser haben ein Äußeres und ein Inneres - Sie bergen Geschichte und geben der Zukunft Raum“ und
- ein „Wandstück“, eine weiße Holzarbeit (430 × 30 cm) im oberen Drittel des offenen Zwischenraumes zum Neubau[Wortelkamp 1]

Hinzu kommt eine auf dem Synagogenplatz stehende Metallplastik von Erwin Wortelkamp aus dem Jahr 1978.

## Siehe auch

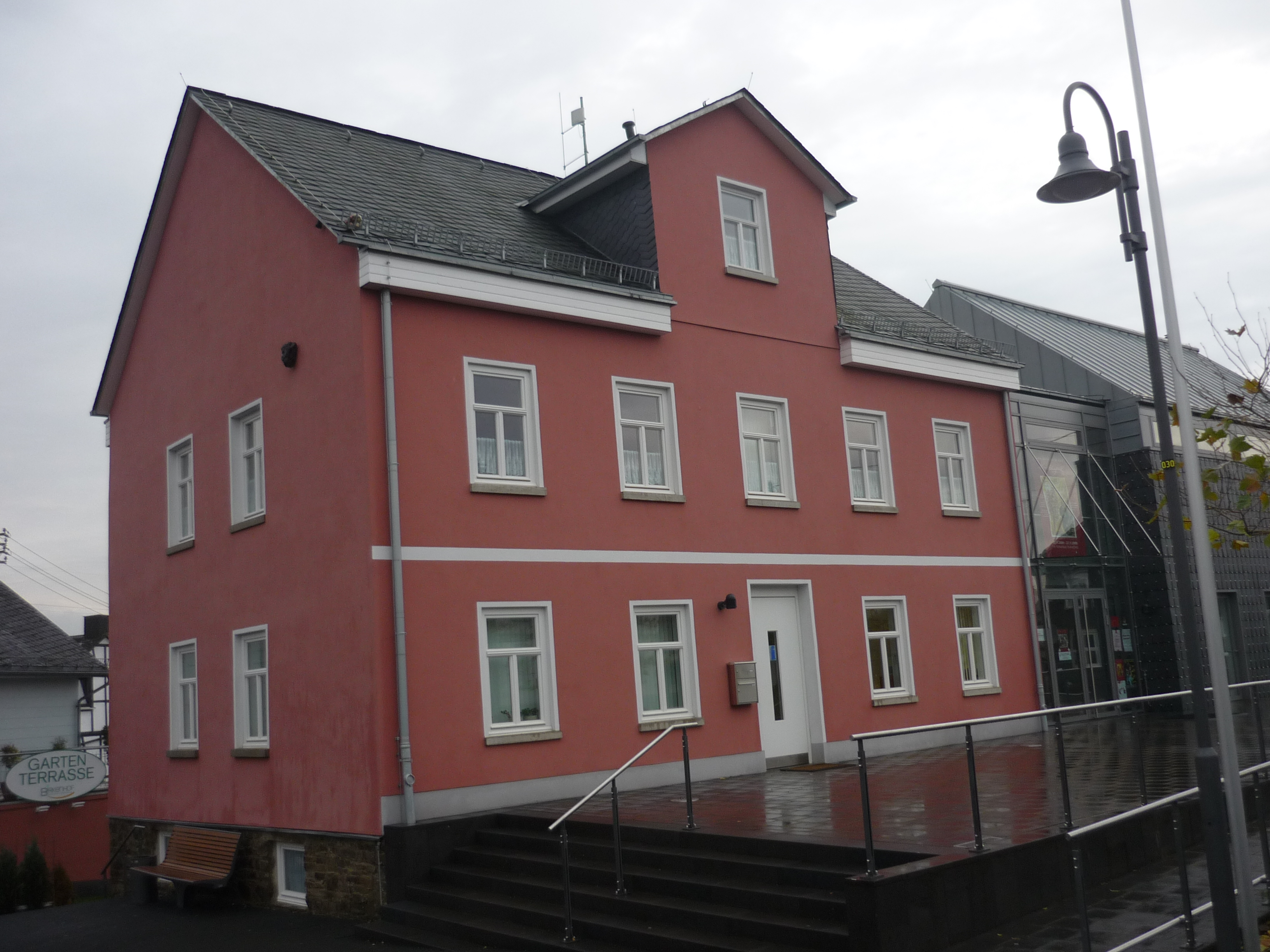
KulturHausHamm – Das David-Haus

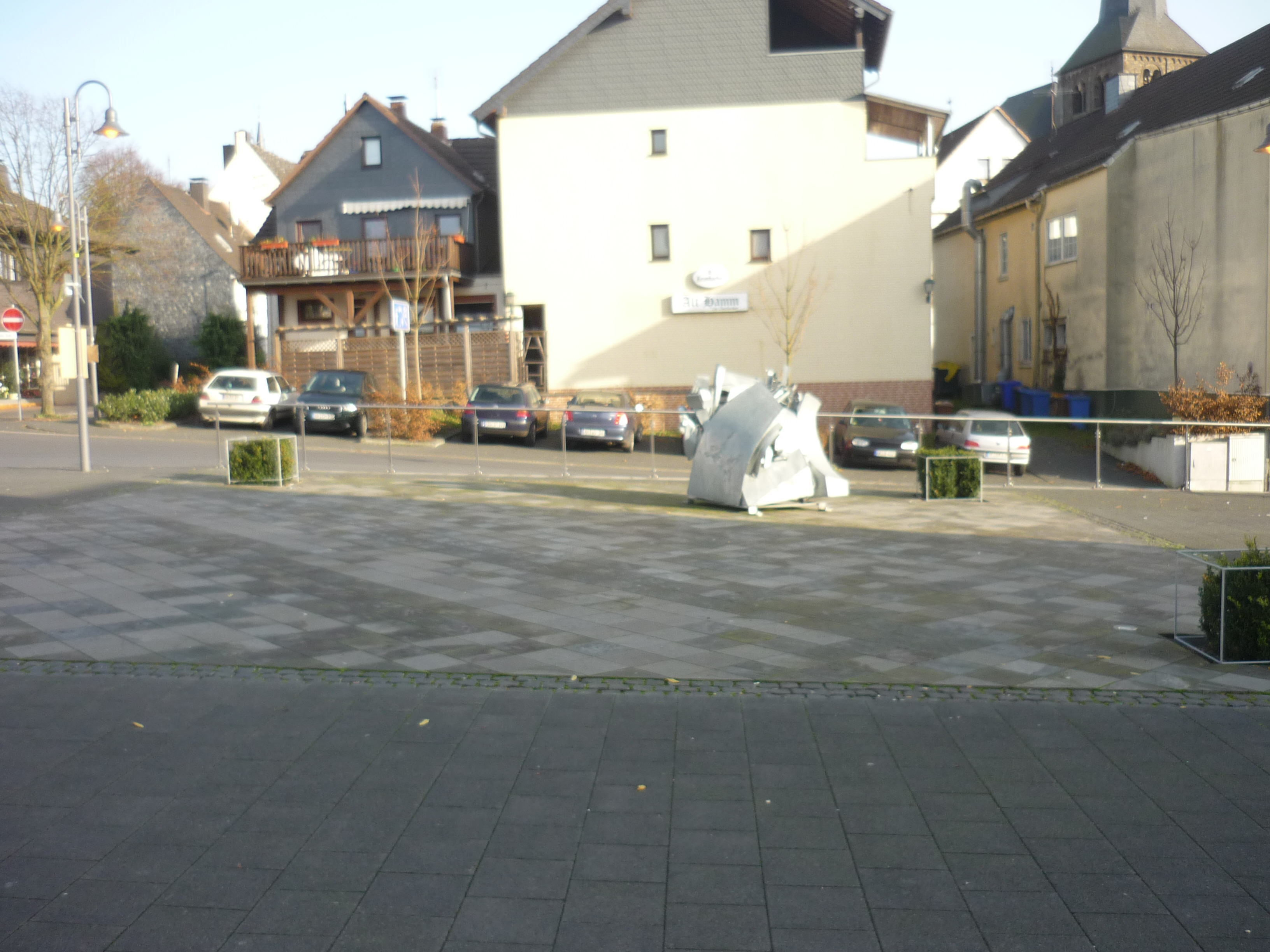
Hamm/Sieg, heutiger Synagogenplatz mit der Pflasterung, die den früheren Synagogenstandort anzeigt, und einer Plastik v. Erwin Wortelkamp